# Gedo (luchador)
Keiji Takayama (nacido el 7 de marzo de 1969) es un luchador profesional japonés, más conocido como Gedo. Es famoso por formar un dúo junto con Jado. Hoy en día, es el booker de New Japan Pro-Wrestling.
Ha sido 4 veces Campeón en Parejas Peso Pesado Junior de la IWGP, todos ellos junto con Jado y 1 vez Campeón en Parejas Peso Pesado Junior de GHC.

## Carrera como luchador profesional

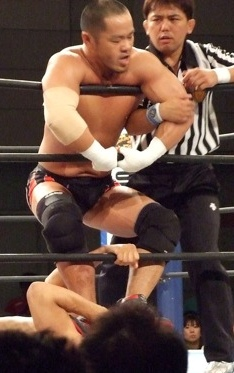
Luchador profesional Gedo en un evento New Japan Pro Wrestling.

Gedo debutó el 19 de marzo de 1989, de la New Japan Pro-Wrestling (NJPW) durante la Takeshi Puroresu Gundan (TPG), parodia de NJPW de World Wrestling Federation. Su debut fue contra Magic Monkey Wakita, quien más tarde sería conocido como Super Delfin, el 19 de marzo de 1989. Después de que TPG se extinguiera, Gedo, Wakita y el compañero de TPG Jado dejaron NJPW. Jado y Gedo se convirtieron en uno de los mejores equipos de Japón.
Jado y Gedo se dirigieron a la Universal Wrestling Association en México como Punish (Jado) y Crush (Gedo), y derrotaron a Silver King y El Texano por el Campeonato Intercontinental de Parejas UWA/UWF el 8 de noviembre de 1991. Ganarían estos cinturones en dos ocasiones más en 1992. Esto llevó a sus muchas giras con W*NG y fueron parte del incidente donde Kanemura fue quemada. Jado y Gedo se dirigieron a la Asociación de lucha "R" en 1994 y se convirtieron en uno de los mejores equipos en parejas allí, ganando el WAR World Six-Man Tag Team Championship con "Kodo" Fuyuki , derrotando a Genichiro Tenryu, Animal Hamaguchi y Koki Kitahara el 6 de junio de 1994. Gedo ganaría este cinturón cuatro veces más entre 1994 y 1996.
Gedo, con la adición de ser un luchador en parejas consumado, también fue uno de los mejores pesos pesados junior en Japón en la primera mitad de la década de 1990. Gedo llegó a las semifinales de la Super J-Cup de 1994 donde perdería contra Wild Pegasus. Gedo estuvo en la Supercopa J de 1995 y llegó a la final, perdiendo ante Jyushin Thunder Liger en su cuarto partido de la noche. Gedo ganó su primer título individual cuando derrotó a Lionheart por el WAR International Junior Heavyweight Championship el 26 de marzo de 1995. Gedo ganaría nuevamente este cinturón, derrotando a Último Dragón por ello.
Jado y Gedo dejaron WAR, que estaba disminuyendo, y se dirigieron a Frontier Martial-Arts Wrestling, una de las principales promociones independientes de Japón.
El 1 de noviembre, Gedo y Jado recibieron su primer golpe en el Campeonato en Parejas Peso Pesado Junior de la IWGP en tres años, pero fueron derrotados por los campeones defensores, Suzuki-gun (Taichi y Taka Michinoku).

## En lucha
- Movimientos finales
  - Complete Shot[2][3] – Innovated
  - Gedo Clutch[2] – Innovated
  - Super Fly (Frog splash)[2]
- Movimientos en firma
  - Jawbreaker
  - Superkick[2]
- Apodos
  - "Superfly"[4]
  - "Complete Fighter"[5]
  - "Raintaker"[6]
- Tema de entrada

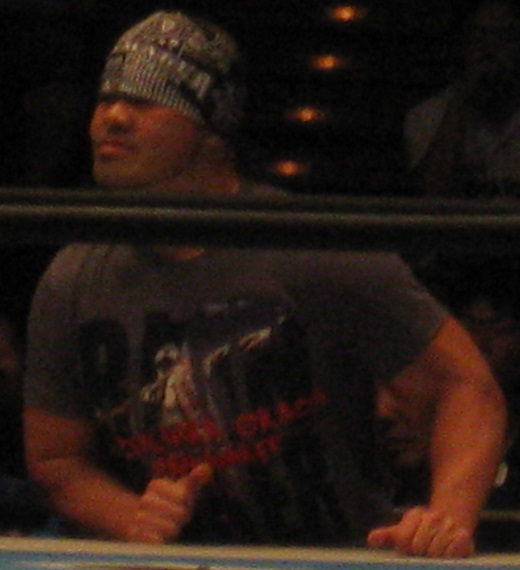
Gedo in September 2013

  - "Sharp Dressed Man" por BLOODS (FMW)[7]
  - "Caboose" por Sugar Ray (NJPW; 2001-2007)
  - "Whassup Dawg?" by Yonosuke Kitamura[2][8] (NJPW; 2008–presente)

## Campeonatos y logros
- Big Japan Pro Wrestling
  - BJW Tag Team Championship (1 vez) – con Jado[9]
- Canadian Rocky Mountain Wrestling
  - CRMW North American Mid-Heavyweight Championship (1 vez)[3]
- Frontier Martial-Arts Wrestling / World Entertainment Wrestling
  - FMW Brass Knuckles Tag Team Championship (1 vez) – con Koji Nakagawa[3]
  - FMW World Street Fight 6-Man Tag Team Championship (1 vez) – con Kodo Fuyuki and Jado[3][10]
  - WEW Hardcore Tag Team Championship (1 vez) – con Jado[11]
  - WEW 6-Man Tag Team Championship (5 veces) – con Kodo Fuyuki & Koji Nakagawa (1), Koji Nakagawa & Jado (2), Jado & Kaori Nakayama (1), y Jado & Masato Tanaka (1)[12]
  - WEW Tag Team Championship (3 veces) – con Koji Nakagawa (1), Kodo Fuyuki (1) y Masato Tanaka (1)[3]
- New Japan Pro-Wrestling
  - IWGP Junior Heavyweight Tag Team Championship (4 veces) – con Jado
  - Super J Tag League (2010) – con Jado
- Pro Wrestling Noah
  - GHC Junior Heavyweight Tag Team Championship (1 vez) – con Jado
- Tokyo Sports
  - Best Tag Team Award (2001) – con Jado
- Toryumon X
  - UWA World Trios Championship (1 vez) – con Jado y Katsushi Takemura
- Universal Wrestling Association
  - UWA/UWF Intercontinental Tag Team Championship (4 veces) – con Punish (2), Pat Tanaka (1) & Dick Togo (1)
- Wrestling Observer Newsletter
  - Wrestling Observer Newsletter Hall of Fame (Clase 2019)